# René Casselly

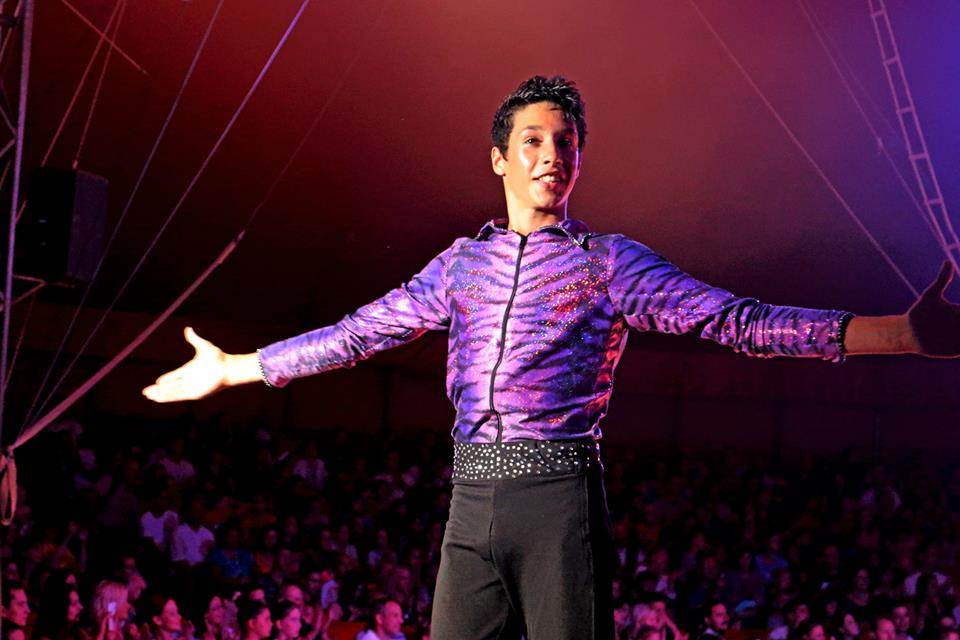
Casselly 2014 im Ungarischen Nationalzirkus

René Casselly Jr. (* 6. September 1996 als René Kaselowsky) ist ein deutscher Zirkus-Artist. Er ist seit 2017 bekannt durch die Teilnahme an Ninja Warrior Germany – Die stärkste Show Deutschlands, die er 2021 als erster deutscher Ninja Warrior gewann. 2022 gewann er die 15. Staffel von Let’s Dance.

## Persönliches
Casselly wurde in einer Zirkusfamilie, die Elefanten trainiert, als Artist siebter Generation geboren und wuchs in einem Wohnwagen auf. Ramon Roselly, DSDS-Gewinner von 2020, ist sein Cousin.
Ab 2019 war Casselly mit der spanisch-englischen Äquilibristin und Zirkusartistin in achter Generation, Quincy Santos Azzario (von den Azzario Sisters), liiert. Im Januar 2023 gab das Paar seine private Trennung bekannt.

## Karriere

### Zirkus
Im Alter von vier Jahren stand Casselly mit einem Pony zum ersten Mal in der Manege. Seinen ersten Auftritt hatte er mit sechs Jahren bei einem Zirkusfestival in Rumänien. 2012 gewann die Familie Casselly mit René den Goldenen Clown beim Internationalen Zirkusfestival von Monte-Carlo. 2014 gewann er mit seiner fünf Jahre älteren Schwester Merrylu den Goldenen Pierrot beim Internationalen Zirkusfestival von Budapest. Bei der Jugendvariante des Festivals von Monte-Carlo, dem New Generations Festival, gewann er 2012 und 2016 den Goldenen Junior (damit als einziger bislang zweimal) und saß 2020 in der Fachjury.
Im Dezember 2022 und Januar 2023 zeigte er beim Weltweihnachtscircus Stuttgart einen doppelten Salto auf einem Pferd und mit Quinzy Azzario und Merrylu einen Pas de trois. Mit derselben Aufführung traten sie auch beim Internationalen Zirkusfestival von Monte-Carlo auf und gewannen den Goldenen Clown. Ab Dezember 2023 trat Casselly beim renommierten Weihnachtscircus in Heilbronn des Zirkus Charles Knie auf.

### Ninja Warrior
Seit der zweiten Staffel 2017 nimmt er jährlich an Ninja Warrior Germany mitsamt den Ablegern teil. Er erreichte in jeder regulären Staffel das Finale, holte bei der Team-Variante mit seinem Team zweimal den Sieg und wurde 2021 der erste Ninja Warrior Deutschlands, indem er das letzte Hindernis, den Mount Midoriyama, in einer schnelleren Zeit als sein Konkurrent Moritz Hans bezwang. Neben der deutschen Show nahm er 2019 und 2023 an dem japanischen Original Sasuke teil, wo er 2019 Last Man Standing wurde und die Show gewann. 2024 gewann er das zweite Mal eine deutsche Staffel, diesmal als Last Man Standing am Mount Midoriyama, bezwang diesen aber nicht. 2025 nahm eine Gruppe deutscher Ninjas an der französischen Version teil, die Casselly mit einem Gesamtsieg und neuem Rekord für diese Version gewann.
Mit dem Preisgeld aus Team Ninja Warrior erwarb er einen Hof in Ungarn für fünf Elefanten, den er im Juni 2021 zum Kimba-Tierpark ausbaute.

### Let’s Dance

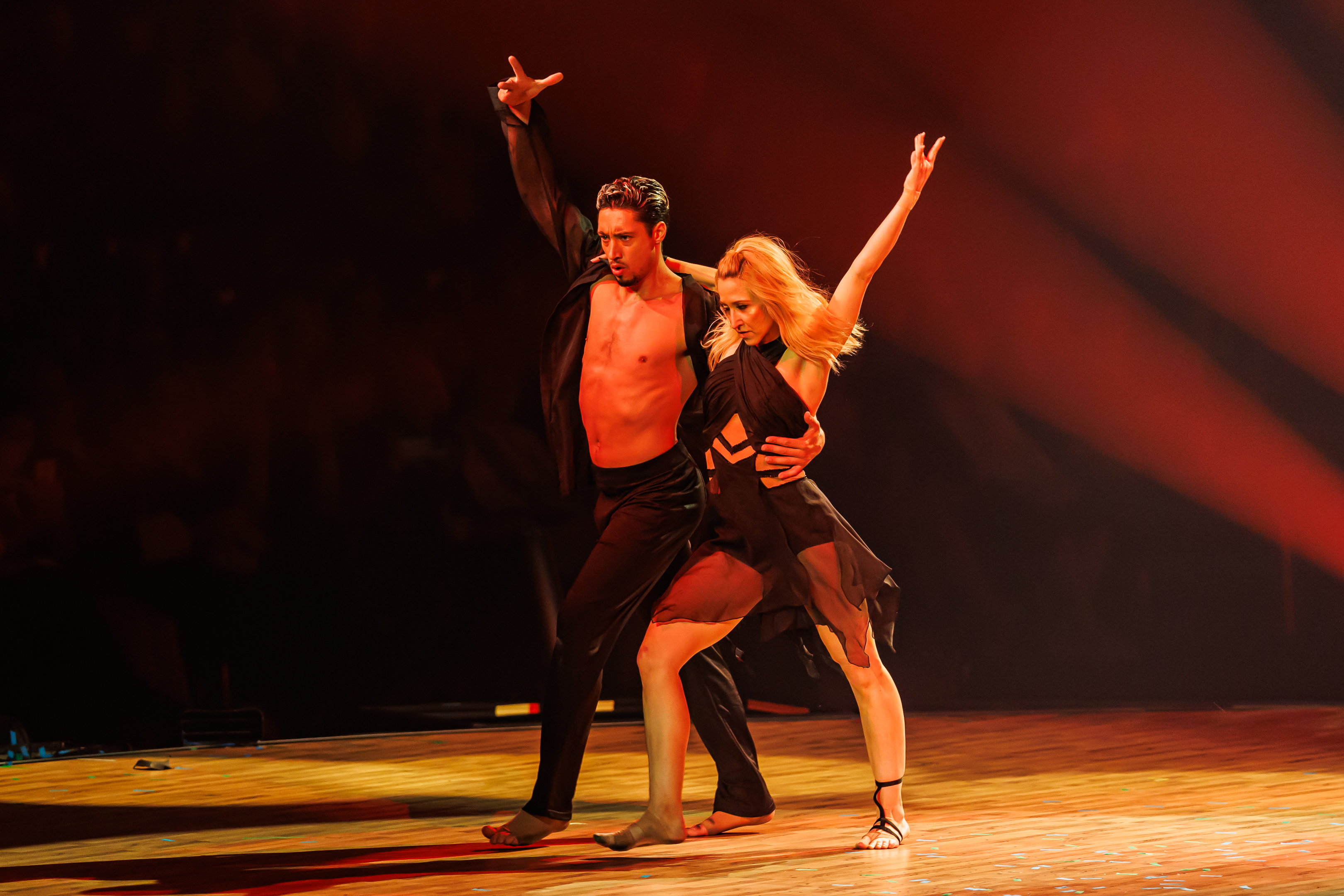
Casselly und Menzinger bei der Let’s Dance-Tour 2024

Im Frühjahr 2022 nahm René Casselly an der 15. Staffel von Let’s Dance teil, die er mit seiner zugewiesenen Tanzpartnerin, Kathrin Menzinger, gewann. Ihr gemeinsam entwickelter Tanzstil zeichnet sich durch Einfügungen akrobatischer Elemente aus. Es folgten weitere gemeinsame Auftritte, u. a. im ZDF-Fernsehgarten, während der RTL-Sendung Der große IQ-Test oder bei der Premiere zur RTL+-Serie Haus der Träume. Casselly und Menzinger traten von Ende Oktober bis Ende November 2022 im Programm der Let's-Dance-Tour mit jeweils zwei Tänzen in insgesamt 22 Shows auf und beim Let’s-Dance-Weihnachtsspecial 2022, welches am Tag vor Heiligabend ausgestrahlt wurde, gegen vier weitere Tanzpaare an. Im Dezember/Januar 2022/23 präsentierten Casselly und Menzinger im Weltweihnachtscircus Stuttgart je drei gemeinsame Tanzeinlagen. Ende 2024 nehmen sie erneut an der Let’s-Dance-Tour teil als Vertretung ausgefallener Kandidaten sowie am Festival der Artisten im Zirkus Flic Flac. Die erneute Teilnahme am Weihnachtsspecial 2024 brachte ihnen den zweiten Let’s-Dance-Sieg.

## Kritik
Cassellys Zirkusauftritte, bei denen Elefanten eine Rolle spielen, stoßen bei Tierschützern auf Kritik, da „er die Elefanten als lebende Turngeräte für seine Akrobatik-Nummern missbraucht“. 2020 tauchte ein Bericht auf, dass zwei Zirkuselefanten der Familie während eines Tiertransports in Ungarn starben und anschließend illegal begraben worden seien. Ein Ermittlungsverfahren der ungarischen Behörden ist eingestellt worden.

## Fernsehauftritte
- 2017: Ninja Warrior Germany – 2. Platz
- 2018: Ninja Warrior Germany – 5. Platz
- 2018: Team Ninja Warrior – Teamsieg
- 2018: Ninja Warrior 4-Nationen-Special – Teamsieg (Team Deutschland)
- 2019: Ninja Warrior Germany – 9. Platz
- 2019: Team Ninja Warrior – Teamsieg
- 2019: Ninja Warrior 4-Nationen-Special – 2. Platz für Team
- 2020: Ninja Warrior Germany – 3. Platz
- 2021: Ninja Warrior Allstars – Vorrunde 2
- 2021: Ninja Warrior Germany – 1. Platz, Ninja Warrior
- 2022: Let’s Dance (15. Staffel) – 1. Platz
- 2022: ZDF-Fernsehgarten
- 2022: Ninja Warrior Allstars – Finalrunde 1
- 2022, 2025: Klein gegen Groß
- 2022: Ninja Warrior Germany – 11. Platz
- 2022: Ninja Warrior 4-Nationen-Special – 2. Platz für Team
- 2022: Let’s Dance – Die große Weihnachtsshow
- 2023: Jauch gegen Let’s Dance
- 2023: Let’s Dance (16. Staffel – Kennenlernshow)
- 2023: Wer weiß denn sowas?
- 2023: Die große GEO-Show – In 55 Fragen um die Welt
- 2023: Wok-WM
- 2023: Ninja Warrior Germany – 2. Platz
- 2024: RTL Turmspringen – 1. Platz, Einzelspringen
- 2024: American Ice Football
- 2024: Schlag den Besten
- 2024: Die Passion
- 2024: Splash! Das Promi-Pool-Quiz
- 2024: Stars in der Manege
- 2024: Ninja Warrior Germany – 1. Platz, Last Man Standing
- 2024: Let’s Dance – Die große Weihnachtsshow – 1. Platz
- 2025: TV Total – Promi Wrestling – Sieg
- 2025: TV total – Aber mit Gast
- 2025: Eltons 12
- 2025: Du gewinnst hier nicht die Million bei Stefan Raab – Promi-Spezial

## Auszeichnungen
- 2012: Goldener Clown, Internationales Zirkusfestival von Monte-Carlo an Familie Casselly
- 2012: Goldener Junior, New Generations Festival Monte-Carlo (mit Familie)
- 2016: Goldener Pierrot, Internationales Zirkusfestival Budapest (mit Schwester Merrylu)
- 2016: Goldener Junior, New Generations Festival Monte-Carlo
- 2023: Goldener Clown, Internationales Zirkusfestival von Monte-Carlo (mit Quincy Azzario und Merrylu Casselly)